# 2-ナフトール
2-ナフトール(en:2-Naphthol)は示性式C10H7OHを有する蛍光性有機化合物である。無色(または黄色)の結晶固体である。ナフタレンの水素を1個、ヒドロキシ基に置換した化合物で、フェノール類に分類される芳香族化合物である。また、そのヒドロキシ基はフェノールよりも反応性が高い。ヒドロキシ基の置換位置が異なる異性体、1-ナフトールが存在する。化学工業ではβ-ナフトールと呼ばれている。異性体はいずれも単純なアルコール、エーテル、クロロホルムに溶けやすい。2-ナフトールは毒物及び劇物取締法に定める劇物に該当する。2-ナフトールは、染料および他の化合物の製造のために広く使用される中間体である。

## 合成
2-ナフトールは古くからナフタレンを硫酸中でスルホ化し2-ナフタレンスルホン酸にし(1)、それを溶融した水酸化ナトリウムでスルホ基を切断してナトリウム2-ナフトキシドとし(2)、それを酸で中和させるという合成法で合成されている。
1. {\displaystyle {\ce {C10H8 + H2SO4 -> C10H7SO3H + H2O}}}
2. {\displaystyle {\ce {C10H7SO3H + 3NaOH -> C10H7ONa + Na2CO3 + 2H2O}}}
3. {\displaystyle {\ce {C10H7ONa + H^+ -> C10H7OH + Na^+}}}

2-ナフトールはクメン法に類似した方法でも製造することができる。

## 2-ナフトール由来の染料
スーダンの染料は、有機溶剤に溶けやすいという人気の染料である。スーダンの染料のいくつかはジアゾニウム塩と結合した2ナフトールに由来する。スーダン染料I-IVとスーダンレッドGは、アゾカップリングを受けたナフトールで構成されている。

2-ナフトール由来の染料の例
スーダンI
スーダンII
スーダンIII
スーダンIV（英語版）
オイルレッドO（英語版）
ナフトールAS（英語版）

## 反応
2-ナフトールは、不斉触媒に使用するために普及したC2対称リガンドである1,1'-ビ-2-ナフトールを形成する反応を起こす。
2-ナフトールは、ニューマン-クワートの再配列を介して塩化ジメチルチオカルバモイルとの反応によって2-ナフタレンチオールに変換される。

## 安全性
ナフトール(1-及び2-の両方の異性体)は、多環芳香族炭化水素にさらされた家畜およびヒトのバイオマーカーとして使用される。